# Нумератор
Нумера́тор — автоматичне оснащення штампу, що призначене для маркування продукції або інших об'єктів певною кількістю неповторюваних символів (за допомогою цифр і літер).

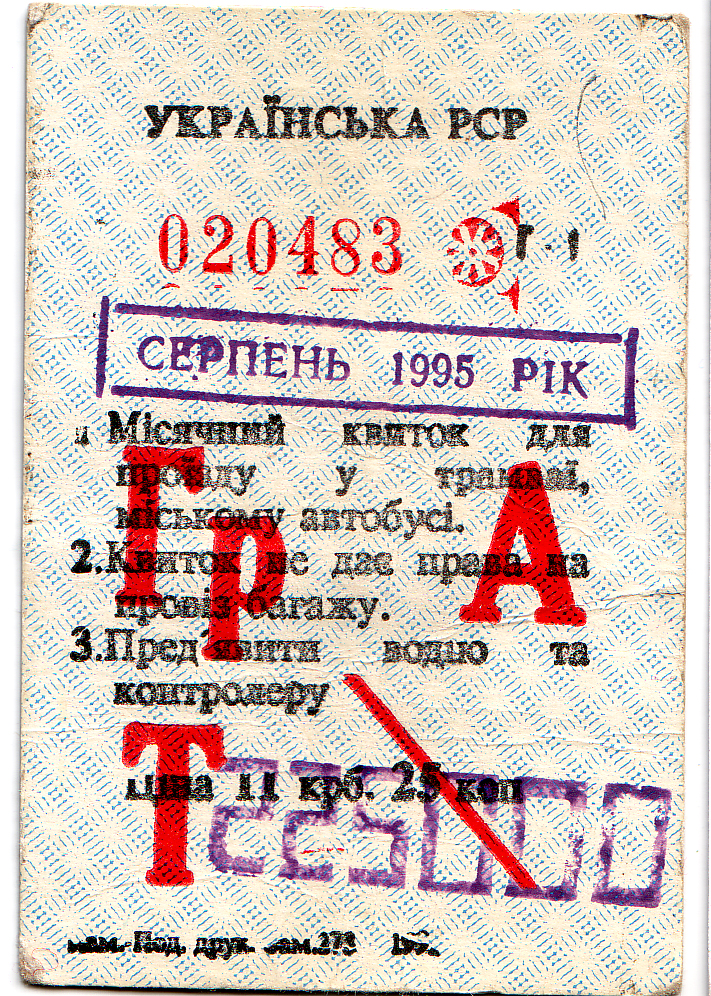
Номер на проїзному квитку поставлений нумератором

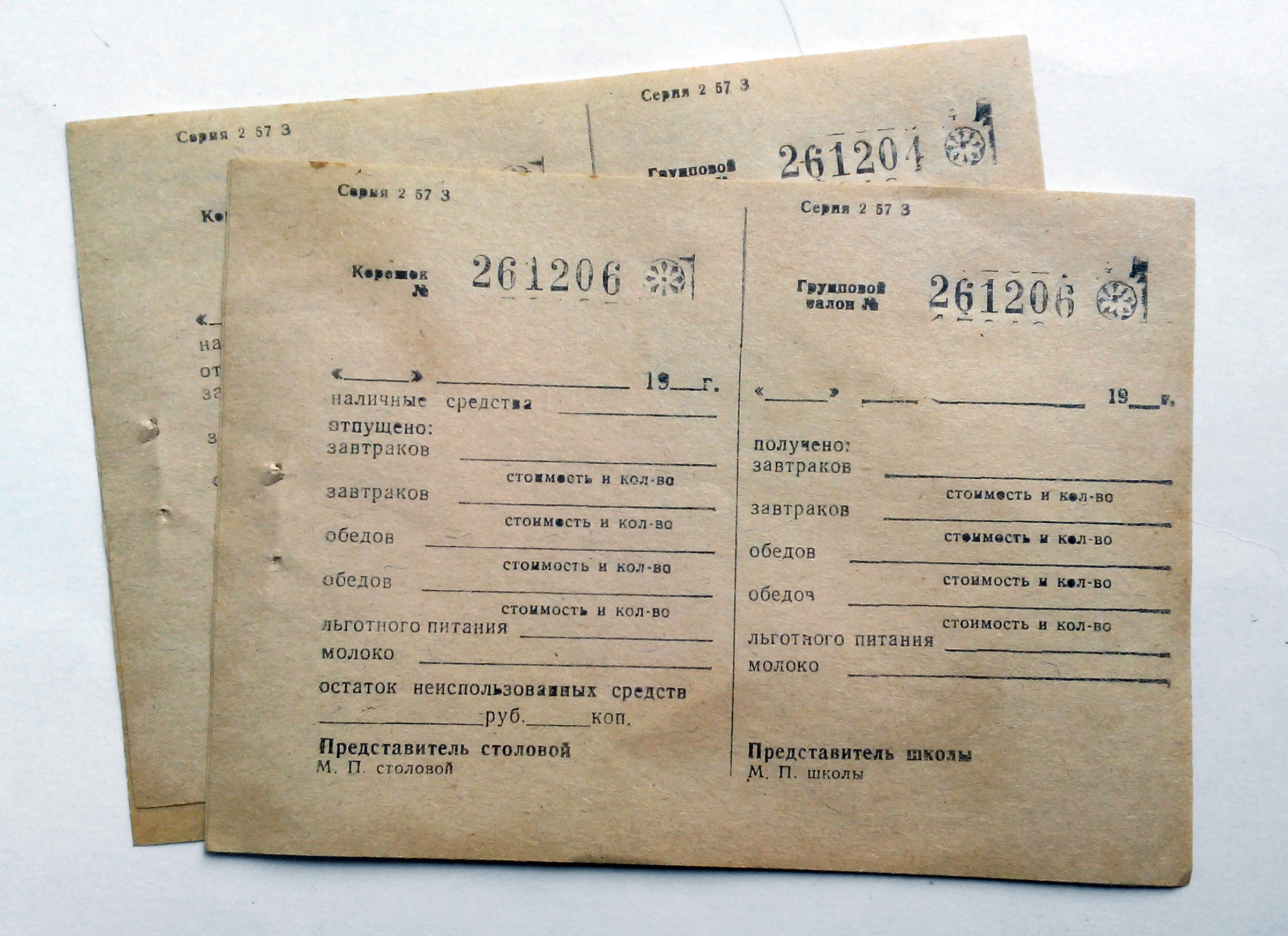
Номер талону на харчування відбитий через нумератор

## Класифікація
Нумератори для діловодства мають типи:
- прості;
- стрічкові;
- з вільним полем (можуть віддруковувати графічну інформацію);
- автоматичні;
- що самі фарблюються.

Промислові нумератори є спеціальними машинами — автоматами або напівавтоматами, наприклад:
- Настільні напівавтоматичні нумератори з ножним пневматичним вмикачем із швидкістю до 1000 аркушів на годину;
- Автоматичні нумератори з фрикційною подачею та можливістю друку до 60 номерів на аркуші за один прогін із швидкістю до 5000 аркушів на годину;
- Високопродуктивні автоматичні ротаційні нумератори з можливістю установки до 42 нумераційних голівок із швидкістю до 10 000 аркушів на годину;
- Перфонумератори.

Всі нумератори розрізняються також кількістю символів і розмірами шрифту (розрядностю друкуючої голівки), способом подачі паперу та можливості підключення додаткового устаткування.

## Автоматичні нумератори
Автоматичні нумератори, що оснащені вбудованою штемпельною подушкою, призначені для нумерації, передусім, документів нанесенням чорнильного відбитка чисел на папір із можливістю автоматичного перемикання барабанів із цифрами. У всіх автоматичних нумераторів барабани з літерами виготовлені з металу. Відрізняються кількістю розрядів (6 або 8) і періодичністю проставления числа (0, 1, 2, 3, 4, 5, 6, 12, 20). Всі автоматичні нумератори мають:
- повторну періодичність — 0 (при кожному натисканні число залишається незмінним);
- послідовну періодичність — 1 (при кожному натисканні число змінюється на наступне);
- повторювані періодичності — 2, 3, 4 тощо (при кожному 2 або 3 або 4 натисканні число зміниться на наступне).

## Нумератори, що самі фарблюються
Нумератори, що самі фарблюються, також оснащенні убудованою штемпельною подушкою та призначені для нумерації, передусім, документів нанесенням чорнильного відбитка чисел на папір із перемиканням цифрових барабанів у ручну. Відрізняються кількістю розрядів, висотою шрифту та наявністю вільного поля (текстова плата для приклеювання кліше з постійним незмінним текстом, що завжди буде друкувати разом з номером).

## Стрічкові нумератори
Стрічкові нумератори не оснащені вбудованою штемпельною подушкою та призначені для нумерації продукції та документів нанесенням чорнильного відбитка чисел на папір із перемиканням цифрових барабанів і фарбуванням чорнилом уручну. Відрізняються кількістю розрядів і висотою шрифту.